# Eddie Campodónico
Eddie Armando Campodónico Saluzzi (* 9. Juli 1951 in Iquique) ist ein ehemaliger chilenischer Fußballspieler.

## Karriere
Campodónico war als Jugendspieler bei Unión Pueblo Nuevo in seiner Heimatstadt aktiv. 1969 vertrat er Iquique beim nationalen Jugendturnier in Arica. Dort wurde er von einem Agenten von Universidad Católica entdeckt und wechselte im Mai 1969 gemeinsam mit Hugo Solís zum Klub aus der Hauptstadt. Sein Profidebüt gab er 1971 als Mittelstürmer gegen CD Magallanes. In der Saison 1972 wechselte er auf die Linksverteidigerposition und absolvierte 33 Spiele. Von 1974 bis 1975 spielte er für CD O’Higgins und kam auf allen Defensivpositionen zum Einsatz. 1976 wechselte er zu CD Palestino und nahm an der Copa Libertadores teil. Er war Teil der erfolgreichen Mannschaft, die die Copa Chile 1977 und die Primera División 1978 gewann. Eine weitere Station bei Palestino folgte von 1981 bis 1982. 1980 spielte er für Deportes Iquique und gewann die Copa Polla Gol. In der Saison 1982/83 wechselte er nach Südafrika zu Durban City und beendete dort 1983 seine Karriere.

## Erfolge
Palestino
- Chilenischer Pokalsieger: 1977
- Chilenischer Meister: 1978

Deportes Iquique
- Chilenischer Pokalsieger: 1980

## Sonstiges
Sein älterer Bruder Domingo Campodónico ist ebenfalls ehemaliger Profifußballspieler.